# Henry Wald Bettmann
Henry Wald Bettmann (Cincinnati, 14 gennaio 1868 – Cincinnati, 5 dicembre 1935) è stato un compositore di scacchi statunitense.
Specialista di medicina interna di fama nazionale, fu docente di tale materia all'Università di Cincinnati e autore di vari scritti e monografie nel campo medico.
Dimostrò grande talento e facilità di composizione soprattutto nei concorsi a tema obbligato e si interessò particolarmente ai temi di promozione.
Da non confondere con il fratello Edgar (1866–1945) e il cugino Jacob (1865–1935), anch'essi problemisti.
È famoso il suo problema di automatto in tre mosse che vinse il primo premio in un concorso tematico del 1925/26 sul Babson task, composto in soli cinque giorni.
Il primo problema riportato sotto realizza un celebre "task" di quattro scacchi di scoperta dati da un solo pedone nero.
|   | a | b | c | d | e | f | g | h |   |
| 8 | c8 torre del bianco · d8 torre del bianco · g8 donna del bianco · a7 pedone del bianco · b7 torre del nero · c7 pedone del nero · h7 re del bianco · b6 alfiere del bianco · d6 cavallo del bianco · e6 cavallo del bianco · d5 re del nero · g5 pedone del bianco · d4 pedone del bianco · e3 pedone del nero · f3 pedone del bianco · c2 torre del nero · e2 pedone del bianco · b1 alfiere del bianco | c8 torre del bianco · d8 torre del bianco · g8 donna del bianco · a7 pedone del bianco · b7 torre del nero · c7 pedone del nero · h7 re del bianco · b6 alfiere del bianco · d6 cavallo del bianco · e6 cavallo del bianco · d5 re del nero · g5 pedone del bianco · d4 pedone del bianco · e3 pedone del nero · f3 pedone del bianco · c2 torre del nero · e2 pedone del bianco · b1 alfiere del bianco | c8 torre del bianco · d8 torre del bianco · g8 donna del bianco · a7 pedone del bianco · b7 torre del nero · c7 pedone del nero · h7 re del bianco · b6 alfiere del bianco · d6 cavallo del bianco · e6 cavallo del bianco · d5 re del nero · g5 pedone del bianco · d4 pedone del bianco · e3 pedone del nero · f3 pedone del bianco · c2 torre del nero · e2 pedone del bianco · b1 alfiere del bianco | c8 torre del bianco · d8 torre del bianco · g8 donna del bianco · a7 pedone del bianco · b7 torre del nero · c7 pedone del nero · h7 re del bianco · b6 alfiere del bianco · d6 cavallo del bianco · e6 cavallo del bianco · d5 re del nero · g5 pedone del bianco · d4 pedone del bianco · e3 pedone del nero · f3 pedone del bianco · c2 torre del nero · e2 pedone del bianco · b1 alfiere del bianco | c8 torre del bianco · d8 torre del bianco · g8 donna del bianco · a7 pedone del bianco · b7 torre del nero · c7 pedone del nero · h7 re del bianco · b6 alfiere del bianco · d6 cavallo del bianco · e6 cavallo del bianco · d5 re del nero · g5 pedone del bianco · d4 pedone del bianco · e3 pedone del nero · f3 pedone del bianco · c2 torre del nero · e2 pedone del bianco · b1 alfiere del bianco | c8 torre del bianco · d8 torre del bianco · g8 donna del bianco · a7 pedone del bianco · b7 torre del nero · c7 pedone del nero · h7 re del bianco · b6 alfiere del bianco · d6 cavallo del bianco · e6 cavallo del bianco · d5 re del nero · g5 pedone del bianco · d4 pedone del bianco · e3 pedone del nero · f3 pedone del bianco · c2 torre del nero · e2 pedone del bianco · b1 alfiere del bianco | c8 torre del bianco · d8 torre del bianco · g8 donna del bianco · a7 pedone del bianco · b7 torre del nero · c7 pedone del nero · h7 re del bianco · b6 alfiere del bianco · d6 cavallo del bianco · e6 cavallo del bianco · d5 re del nero · g5 pedone del bianco · d4 pedone del bianco · e3 pedone del nero · f3 pedone del bianco · c2 torre del nero · e2 pedone del bianco · b1 alfiere del bianco | c8 torre del bianco · d8 torre del bianco · g8 donna del bianco · a7 pedone del bianco · b7 torre del nero · c7 pedone del nero · h7 re del bianco · b6 alfiere del bianco · d6 cavallo del bianco · e6 cavallo del bianco · d5 re del nero · g5 pedone del bianco · d4 pedone del bianco · e3 pedone del nero · f3 pedone del bianco · c2 torre del nero · e2 pedone del bianco · b1 alfiere del bianco | 8 |
| 7 | c8 torre del bianco · d8 torre del bianco · g8 donna del bianco · a7 pedone del bianco · b7 torre del nero · c7 pedone del nero · h7 re del bianco · b6 alfiere del bianco · d6 cavallo del bianco · e6 cavallo del bianco · d5 re del nero · g5 pedone del bianco · d4 pedone del bianco · e3 pedone del nero · f3 pedone del bianco · c2 torre del nero · e2 pedone del bianco · b1 alfiere del bianco | c8 torre del bianco · d8 torre del bianco · g8 donna del bianco · a7 pedone del bianco · b7 torre del nero · c7 pedone del nero · h7 re del bianco · b6 alfiere del bianco · d6 cavallo del bianco · e6 cavallo del bianco · d5 re del nero · g5 pedone del bianco · d4 pedone del bianco · e3 pedone del nero · f3 pedone del bianco · c2 torre del nero · e2 pedone del bianco · b1 alfiere del bianco | c8 torre del bianco · d8 torre del bianco · g8 donna del bianco · a7 pedone del bianco · b7 torre del nero · c7 pedone del nero · h7 re del bianco · b6 alfiere del bianco · d6 cavallo del bianco · e6 cavallo del bianco · d5 re del nero · g5 pedone del bianco · d4 pedone del bianco · e3 pedone del nero · f3 pedone del bianco · c2 torre del nero · e2 pedone del bianco · b1 alfiere del bianco | c8 torre del bianco · d8 torre del bianco · g8 donna del bianco · a7 pedone del bianco · b7 torre del nero · c7 pedone del nero · h7 re del bianco · b6 alfiere del bianco · d6 cavallo del bianco · e6 cavallo del bianco · d5 re del nero · g5 pedone del bianco · d4 pedone del bianco · e3 pedone del nero · f3 pedone del bianco · c2 torre del nero · e2 pedone del bianco · b1 alfiere del bianco | c8 torre del bianco · d8 torre del bianco · g8 donna del bianco · a7 pedone del bianco · b7 torre del nero · c7 pedone del nero · h7 re del bianco · b6 alfiere del bianco · d6 cavallo del bianco · e6 cavallo del bianco · d5 re del nero · g5 pedone del bianco · d4 pedone del bianco · e3 pedone del nero · f3 pedone del bianco · c2 torre del nero · e2 pedone del bianco · b1 alfiere del bianco | c8 torre del bianco · d8 torre del bianco · g8 donna del bianco · a7 pedone del bianco · b7 torre del nero · c7 pedone del nero · h7 re del bianco · b6 alfiere del bianco · d6 cavallo del bianco · e6 cavallo del bianco · d5 re del nero · g5 pedone del bianco · d4 pedone del bianco · e3 pedone del nero · f3 pedone del bianco · c2 torre del nero · e2 pedone del bianco · b1 alfiere del bianco | c8 torre del bianco · d8 torre del bianco · g8 donna del bianco · a7 pedone del bianco · b7 torre del nero · c7 pedone del nero · h7 re del bianco · b6 alfiere del bianco · d6 cavallo del bianco · e6 cavallo del bianco · d5 re del nero · g5 pedone del bianco · d4 pedone del bianco · e3 pedone del nero · f3 pedone del bianco · c2 torre del nero · e2 pedone del bianco · b1 alfiere del bianco | c8 torre del bianco · d8 torre del bianco · g8 donna del bianco · a7 pedone del bianco · b7 torre del nero · c7 pedone del nero · h7 re del bianco · b6 alfiere del bianco · d6 cavallo del bianco · e6 cavallo del bianco · d5 re del nero · g5 pedone del bianco · d4 pedone del bianco · e3 pedone del nero · f3 pedone del bianco · c2 torre del nero · e2 pedone del bianco · b1 alfiere del bianco | 7 |
| 6 | c8 torre del bianco · d8 torre del bianco · g8 donna del bianco · a7 pedone del bianco · b7 torre del nero · c7 pedone del nero · h7 re del bianco · b6 alfiere del bianco · d6 cavallo del bianco · e6 cavallo del bianco · d5 re del nero · g5 pedone del bianco · d4 pedone del bianco · e3 pedone del nero · f3 pedone del bianco · c2 torre del nero · e2 pedone del bianco · b1 alfiere del bianco | c8 torre del bianco · d8 torre del bianco · g8 donna del bianco · a7 pedone del bianco · b7 torre del nero · c7 pedone del nero · h7 re del bianco · b6 alfiere del bianco · d6 cavallo del bianco · e6 cavallo del bianco · d5 re del nero · g5 pedone del bianco · d4 pedone del bianco · e3 pedone del nero · f3 pedone del bianco · c2 torre del nero · e2 pedone del bianco · b1 alfiere del bianco | c8 torre del bianco · d8 torre del bianco · g8 donna del bianco · a7 pedone del bianco · b7 torre del nero · c7 pedone del nero · h7 re del bianco · b6 alfiere del bianco · d6 cavallo del bianco · e6 cavallo del bianco · d5 re del nero · g5 pedone del bianco · d4 pedone del bianco · e3 pedone del nero · f3 pedone del bianco · c2 torre del nero · e2 pedone del bianco · b1 alfiere del bianco | c8 torre del bianco · d8 torre del bianco · g8 donna del bianco · a7 pedone del bianco · b7 torre del nero · c7 pedone del nero · h7 re del bianco · b6 alfiere del bianco · d6 cavallo del bianco · e6 cavallo del bianco · d5 re del nero · g5 pedone del bianco · d4 pedone del bianco · e3 pedone del nero · f3 pedone del bianco · c2 torre del nero · e2 pedone del bianco · b1 alfiere del bianco | c8 torre del bianco · d8 torre del bianco · g8 donna del bianco · a7 pedone del bianco · b7 torre del nero · c7 pedone del nero · h7 re del bianco · b6 alfiere del bianco · d6 cavallo del bianco · e6 cavallo del bianco · d5 re del nero · g5 pedone del bianco · d4 pedone del bianco · e3 pedone del nero · f3 pedone del bianco · c2 torre del nero · e2 pedone del bianco · b1 alfiere del bianco | c8 torre del bianco · d8 torre del bianco · g8 donna del bianco · a7 pedone del bianco · b7 torre del nero · c7 pedone del nero · h7 re del bianco · b6 alfiere del bianco · d6 cavallo del bianco · e6 cavallo del bianco · d5 re del nero · g5 pedone del bianco · d4 pedone del bianco · e3 pedone del nero · f3 pedone del bianco · c2 torre del nero · e2 pedone del bianco · b1 alfiere del bianco | c8 torre del bianco · d8 torre del bianco · g8 donna del bianco · a7 pedone del bianco · b7 torre del nero · c7 pedone del nero · h7 re del bianco · b6 alfiere del bianco · d6 cavallo del bianco · e6 cavallo del bianco · d5 re del nero · g5 pedone del bianco · d4 pedone del bianco · e3 pedone del nero · f3 pedone del bianco · c2 torre del nero · e2 pedone del bianco · b1 alfiere del bianco | c8 torre del bianco · d8 torre del bianco · g8 donna del bianco · a7 pedone del bianco · b7 torre del nero · c7 pedone del nero · h7 re del bianco · b6 alfiere del bianco · d6 cavallo del bianco · e6 cavallo del bianco · d5 re del nero · g5 pedone del bianco · d4 pedone del bianco · e3 pedone del nero · f3 pedone del bianco · c2 torre del nero · e2 pedone del bianco · b1 alfiere del bianco | 6 |
| 5 | c8 torre del bianco · d8 torre del bianco · g8 donna del bianco · a7 pedone del bianco · b7 torre del nero · c7 pedone del nero · h7 re del bianco · b6 alfiere del bianco · d6 cavallo del bianco · e6 cavallo del bianco · d5 re del nero · g5 pedone del bianco · d4 pedone del bianco · e3 pedone del nero · f3 pedone del bianco · c2 torre del nero · e2 pedone del bianco · b1 alfiere del bianco | c8 torre del bianco · d8 torre del bianco · g8 donna del bianco · a7 pedone del bianco · b7 torre del nero · c7 pedone del nero · h7 re del bianco · b6 alfiere del bianco · d6 cavallo del bianco · e6 cavallo del bianco · d5 re del nero · g5 pedone del bianco · d4 pedone del bianco · e3 pedone del nero · f3 pedone del bianco · c2 torre del nero · e2 pedone del bianco · b1 alfiere del bianco | c8 torre del bianco · d8 torre del bianco · g8 donna del bianco · a7 pedone del bianco · b7 torre del nero · c7 pedone del nero · h7 re del bianco · b6 alfiere del bianco · d6 cavallo del bianco · e6 cavallo del bianco · d5 re del nero · g5 pedone del bianco · d4 pedone del bianco · e3 pedone del nero · f3 pedone del bianco · c2 torre del nero · e2 pedone del bianco · b1 alfiere del bianco | c8 torre del bianco · d8 torre del bianco · g8 donna del bianco · a7 pedone del bianco · b7 torre del nero · c7 pedone del nero · h7 re del bianco · b6 alfiere del bianco · d6 cavallo del bianco · e6 cavallo del bianco · d5 re del nero · g5 pedone del bianco · d4 pedone del bianco · e3 pedone del nero · f3 pedone del bianco · c2 torre del nero · e2 pedone del bianco · b1 alfiere del bianco | c8 torre del bianco · d8 torre del bianco · g8 donna del bianco · a7 pedone del bianco · b7 torre del nero · c7 pedone del nero · h7 re del bianco · b6 alfiere del bianco · d6 cavallo del bianco · e6 cavallo del bianco · d5 re del nero · g5 pedone del bianco · d4 pedone del bianco · e3 pedone del nero · f3 pedone del bianco · c2 torre del nero · e2 pedone del bianco · b1 alfiere del bianco | c8 torre del bianco · d8 torre del bianco · g8 donna del bianco · a7 pedone del bianco · b7 torre del nero · c7 pedone del nero · h7 re del bianco · b6 alfiere del bianco · d6 cavallo del bianco · e6 cavallo del bianco · d5 re del nero · g5 pedone del bianco · d4 pedone del bianco · e3 pedone del nero · f3 pedone del bianco · c2 torre del nero · e2 pedone del bianco · b1 alfiere del bianco | c8 torre del bianco · d8 torre del bianco · g8 donna del bianco · a7 pedone del bianco · b7 torre del nero · c7 pedone del nero · h7 re del bianco · b6 alfiere del bianco · d6 cavallo del bianco · e6 cavallo del bianco · d5 re del nero · g5 pedone del bianco · d4 pedone del bianco · e3 pedone del nero · f3 pedone del bianco · c2 torre del nero · e2 pedone del bianco · b1 alfiere del bianco | c8 torre del bianco · d8 torre del bianco · g8 donna del bianco · a7 pedone del bianco · b7 torre del nero · c7 pedone del nero · h7 re del bianco · b6 alfiere del bianco · d6 cavallo del bianco · e6 cavallo del bianco · d5 re del nero · g5 pedone del bianco · d4 pedone del bianco · e3 pedone del nero · f3 pedone del bianco · c2 torre del nero · e2 pedone del bianco · b1 alfiere del bianco | 5 |
| 4 | c8 torre del bianco · d8 torre del bianco · g8 donna del bianco · a7 pedone del bianco · b7 torre del nero · c7 pedone del nero · h7 re del bianco · b6 alfiere del bianco · d6 cavallo del bianco · e6 cavallo del bianco · d5 re del nero · g5 pedone del bianco · d4 pedone del bianco · e3 pedone del nero · f3 pedone del bianco · c2 torre del nero · e2 pedone del bianco · b1 alfiere del bianco | c8 torre del bianco · d8 torre del bianco · g8 donna del bianco · a7 pedone del bianco · b7 torre del nero · c7 pedone del nero · h7 re del bianco · b6 alfiere del bianco · d6 cavallo del bianco · e6 cavallo del bianco · d5 re del nero · g5 pedone del bianco · d4 pedone del bianco · e3 pedone del nero · f3 pedone del bianco · c2 torre del nero · e2 pedone del bianco · b1 alfiere del bianco | c8 torre del bianco · d8 torre del bianco · g8 donna del bianco · a7 pedone del bianco · b7 torre del nero · c7 pedone del nero · h7 re del bianco · b6 alfiere del bianco · d6 cavallo del bianco · e6 cavallo del bianco · d5 re del nero · g5 pedone del bianco · d4 pedone del bianco · e3 pedone del nero · f3 pedone del bianco · c2 torre del nero · e2 pedone del bianco · b1 alfiere del bianco | c8 torre del bianco · d8 torre del bianco · g8 donna del bianco · a7 pedone del bianco · b7 torre del nero · c7 pedone del nero · h7 re del bianco · b6 alfiere del bianco · d6 cavallo del bianco · e6 cavallo del bianco · d5 re del nero · g5 pedone del bianco · d4 pedone del bianco · e3 pedone del nero · f3 pedone del bianco · c2 torre del nero · e2 pedone del bianco · b1 alfiere del bianco | c8 torre del bianco · d8 torre del bianco · g8 donna del bianco · a7 pedone del bianco · b7 torre del nero · c7 pedone del nero · h7 re del bianco · b6 alfiere del bianco · d6 cavallo del bianco · e6 cavallo del bianco · d5 re del nero · g5 pedone del bianco · d4 pedone del bianco · e3 pedone del nero · f3 pedone del bianco · c2 torre del nero · e2 pedone del bianco · b1 alfiere del bianco | c8 torre del bianco · d8 torre del bianco · g8 donna del bianco · a7 pedone del bianco · b7 torre del nero · c7 pedone del nero · h7 re del bianco · b6 alfiere del bianco · d6 cavallo del bianco · e6 cavallo del bianco · d5 re del nero · g5 pedone del bianco · d4 pedone del bianco · e3 pedone del nero · f3 pedone del bianco · c2 torre del nero · e2 pedone del bianco · b1 alfiere del bianco | c8 torre del bianco · d8 torre del bianco · g8 donna del bianco · a7 pedone del bianco · b7 torre del nero · c7 pedone del nero · h7 re del bianco · b6 alfiere del bianco · d6 cavallo del bianco · e6 cavallo del bianco · d5 re del nero · g5 pedone del bianco · d4 pedone del bianco · e3 pedone del nero · f3 pedone del bianco · c2 torre del nero · e2 pedone del bianco · b1 alfiere del bianco | c8 torre del bianco · d8 torre del bianco · g8 donna del bianco · a7 pedone del bianco · b7 torre del nero · c7 pedone del nero · h7 re del bianco · b6 alfiere del bianco · d6 cavallo del bianco · e6 cavallo del bianco · d5 re del nero · g5 pedone del bianco · d4 pedone del bianco · e3 pedone del nero · f3 pedone del bianco · c2 torre del nero · e2 pedone del bianco · b1 alfiere del bianco | 4 |
| 3 | c8 torre del bianco · d8 torre del bianco · g8 donna del bianco · a7 pedone del bianco · b7 torre del nero · c7 pedone del nero · h7 re del bianco · b6 alfiere del bianco · d6 cavallo del bianco · e6 cavallo del bianco · d5 re del nero · g5 pedone del bianco · d4 pedone del bianco · e3 pedone del nero · f3 pedone del bianco · c2 torre del nero · e2 pedone del bianco · b1 alfiere del bianco | c8 torre del bianco · d8 torre del bianco · g8 donna del bianco · a7 pedone del bianco · b7 torre del nero · c7 pedone del nero · h7 re del bianco · b6 alfiere del bianco · d6 cavallo del bianco · e6 cavallo del bianco · d5 re del nero · g5 pedone del bianco · d4 pedone del bianco · e3 pedone del nero · f3 pedone del bianco · c2 torre del nero · e2 pedone del bianco · b1 alfiere del bianco | c8 torre del bianco · d8 torre del bianco · g8 donna del bianco · a7 pedone del bianco · b7 torre del nero · c7 pedone del nero · h7 re del bianco · b6 alfiere del bianco · d6 cavallo del bianco · e6 cavallo del bianco · d5 re del nero · g5 pedone del bianco · d4 pedone del bianco · e3 pedone del nero · f3 pedone del bianco · c2 torre del nero · e2 pedone del bianco · b1 alfiere del bianco | c8 torre del bianco · d8 torre del bianco · g8 donna del bianco · a7 pedone del bianco · b7 torre del nero · c7 pedone del nero · h7 re del bianco · b6 alfiere del bianco · d6 cavallo del bianco · e6 cavallo del bianco · d5 re del nero · g5 pedone del bianco · d4 pedone del bianco · e3 pedone del nero · f3 pedone del bianco · c2 torre del nero · e2 pedone del bianco · b1 alfiere del bianco | c8 torre del bianco · d8 torre del bianco · g8 donna del bianco · a7 pedone del bianco · b7 torre del nero · c7 pedone del nero · h7 re del bianco · b6 alfiere del bianco · d6 cavallo del bianco · e6 cavallo del bianco · d5 re del nero · g5 pedone del bianco · d4 pedone del bianco · e3 pedone del nero · f3 pedone del bianco · c2 torre del nero · e2 pedone del bianco · b1 alfiere del bianco | c8 torre del bianco · d8 torre del bianco · g8 donna del bianco · a7 pedone del bianco · b7 torre del nero · c7 pedone del nero · h7 re del bianco · b6 alfiere del bianco · d6 cavallo del bianco · e6 cavallo del bianco · d5 re del nero · g5 pedone del bianco · d4 pedone del bianco · e3 pedone del nero · f3 pedone del bianco · c2 torre del nero · e2 pedone del bianco · b1 alfiere del bianco | c8 torre del bianco · d8 torre del bianco · g8 donna del bianco · a7 pedone del bianco · b7 torre del nero · c7 pedone del nero · h7 re del bianco · b6 alfiere del bianco · d6 cavallo del bianco · e6 cavallo del bianco · d5 re del nero · g5 pedone del bianco · d4 pedone del bianco · e3 pedone del nero · f3 pedone del bianco · c2 torre del nero · e2 pedone del bianco · b1 alfiere del bianco | c8 torre del bianco · d8 torre del bianco · g8 donna del bianco · a7 pedone del bianco · b7 torre del nero · c7 pedone del nero · h7 re del bianco · b6 alfiere del bianco · d6 cavallo del bianco · e6 cavallo del bianco · d5 re del nero · g5 pedone del bianco · d4 pedone del bianco · e3 pedone del nero · f3 pedone del bianco · c2 torre del nero · e2 pedone del bianco · b1 alfiere del bianco | 3 |
| 2 | c8 torre del bianco · d8 torre del bianco · g8 donna del bianco · a7 pedone del bianco · b7 torre del nero · c7 pedone del nero · h7 re del bianco · b6 alfiere del bianco · d6 cavallo del bianco · e6 cavallo del bianco · d5 re del nero · g5 pedone del bianco · d4 pedone del bianco · e3 pedone del nero · f3 pedone del bianco · c2 torre del nero · e2 pedone del bianco · b1 alfiere del bianco | c8 torre del bianco · d8 torre del bianco · g8 donna del bianco · a7 pedone del bianco · b7 torre del nero · c7 pedone del nero · h7 re del bianco · b6 alfiere del bianco · d6 cavallo del bianco · e6 cavallo del bianco · d5 re del nero · g5 pedone del bianco · d4 pedone del bianco · e3 pedone del nero · f3 pedone del bianco · c2 torre del nero · e2 pedone del bianco · b1 alfiere del bianco | c8 torre del bianco · d8 torre del bianco · g8 donna del bianco · a7 pedone del bianco · b7 torre del nero · c7 pedone del nero · h7 re del bianco · b6 alfiere del bianco · d6 cavallo del bianco · e6 cavallo del bianco · d5 re del nero · g5 pedone del bianco · d4 pedone del bianco · e3 pedone del nero · f3 pedone del bianco · c2 torre del nero · e2 pedone del bianco · b1 alfiere del bianco | c8 torre del bianco · d8 torre del bianco · g8 donna del bianco · a7 pedone del bianco · b7 torre del nero · c7 pedone del nero · h7 re del bianco · b6 alfiere del bianco · d6 cavallo del bianco · e6 cavallo del bianco · d5 re del nero · g5 pedone del bianco · d4 pedone del bianco · e3 pedone del nero · f3 pedone del bianco · c2 torre del nero · e2 pedone del bianco · b1 alfiere del bianco | c8 torre del bianco · d8 torre del bianco · g8 donna del bianco · a7 pedone del bianco · b7 torre del nero · c7 pedone del nero · h7 re del bianco · b6 alfiere del bianco · d6 cavallo del bianco · e6 cavallo del bianco · d5 re del nero · g5 pedone del bianco · d4 pedone del bianco · e3 pedone del nero · f3 pedone del bianco · c2 torre del nero · e2 pedone del bianco · b1 alfiere del bianco | c8 torre del bianco · d8 torre del bianco · g8 donna del bianco · a7 pedone del bianco · b7 torre del nero · c7 pedone del nero · h7 re del bianco · b6 alfiere del bianco · d6 cavallo del bianco · e6 cavallo del bianco · d5 re del nero · g5 pedone del bianco · d4 pedone del bianco · e3 pedone del nero · f3 pedone del bianco · c2 torre del nero · e2 pedone del bianco · b1 alfiere del bianco | c8 torre del bianco · d8 torre del bianco · g8 donna del bianco · a7 pedone del bianco · b7 torre del nero · c7 pedone del nero · h7 re del bianco · b6 alfiere del bianco · d6 cavallo del bianco · e6 cavallo del bianco · d5 re del nero · g5 pedone del bianco · d4 pedone del bianco · e3 pedone del nero · f3 pedone del bianco · c2 torre del nero · e2 pedone del bianco · b1 alfiere del bianco | c8 torre del bianco · d8 torre del bianco · g8 donna del bianco · a7 pedone del bianco · b7 torre del nero · c7 pedone del nero · h7 re del bianco · b6 alfiere del bianco · d6 cavallo del bianco · e6 cavallo del bianco · d5 re del nero · g5 pedone del bianco · d4 pedone del bianco · e3 pedone del nero · f3 pedone del bianco · c2 torre del nero · e2 pedone del bianco · b1 alfiere del bianco | 2 |
| 1 | c8 torre del bianco · d8 torre del bianco · g8 donna del bianco · a7 pedone del bianco · b7 torre del nero · c7 pedone del nero · h7 re del bianco · b6 alfiere del bianco · d6 cavallo del bianco · e6 cavallo del bianco · d5 re del nero · g5 pedone del bianco · d4 pedone del bianco · e3 pedone del nero · f3 pedone del bianco · c2 torre del nero · e2 pedone del bianco · b1 alfiere del bianco | c8 torre del bianco · d8 torre del bianco · g8 donna del bianco · a7 pedone del bianco · b7 torre del nero · c7 pedone del nero · h7 re del bianco · b6 alfiere del bianco · d6 cavallo del bianco · e6 cavallo del bianco · d5 re del nero · g5 pedone del bianco · d4 pedone del bianco · e3 pedone del nero · f3 pedone del bianco · c2 torre del nero · e2 pedone del bianco · b1 alfiere del bianco | c8 torre del bianco · d8 torre del bianco · g8 donna del bianco · a7 pedone del bianco · b7 torre del nero · c7 pedone del nero · h7 re del bianco · b6 alfiere del bianco · d6 cavallo del bianco · e6 cavallo del bianco · d5 re del nero · g5 pedone del bianco · d4 pedone del bianco · e3 pedone del nero · f3 pedone del bianco · c2 torre del nero · e2 pedone del bianco · b1 alfiere del bianco | c8 torre del bianco · d8 torre del bianco · g8 donna del bianco · a7 pedone del bianco · b7 torre del nero · c7 pedone del nero · h7 re del bianco · b6 alfiere del bianco · d6 cavallo del bianco · e6 cavallo del bianco · d5 re del nero · g5 pedone del bianco · d4 pedone del bianco · e3 pedone del nero · f3 pedone del bianco · c2 torre del nero · e2 pedone del bianco · b1 alfiere del bianco | c8 torre del bianco · d8 torre del bianco · g8 donna del bianco · a7 pedone del bianco · b7 torre del nero · c7 pedone del nero · h7 re del bianco · b6 alfiere del bianco · d6 cavallo del bianco · e6 cavallo del bianco · d5 re del nero · g5 pedone del bianco · d4 pedone del bianco · e3 pedone del nero · f3 pedone del bianco · c2 torre del nero · e2 pedone del bianco · b1 alfiere del bianco | c8 torre del bianco · d8 torre del bianco · g8 donna del bianco · a7 pedone del bianco · b7 torre del nero · c7 pedone del nero · h7 re del bianco · b6 alfiere del bianco · d6 cavallo del bianco · e6 cavallo del bianco · d5 re del nero · g5 pedone del bianco · d4 pedone del bianco · e3 pedone del nero · f3 pedone del bianco · c2 torre del nero · e2 pedone del bianco · b1 alfiere del bianco | c8 torre del bianco · d8 torre del bianco · g8 donna del bianco · a7 pedone del bianco · b7 torre del nero · c7 pedone del nero · h7 re del bianco · b6 alfiere del bianco · d6 cavallo del bianco · e6 cavallo del bianco · d5 re del nero · g5 pedone del bianco · d4 pedone del bianco · e3 pedone del nero · f3 pedone del bianco · c2 torre del nero · e2 pedone del bianco · b1 alfiere del bianco | c8 torre del bianco · d8 torre del bianco · g8 donna del bianco · a7 pedone del bianco · b7 torre del nero · c7 pedone del nero · h7 re del bianco · b6 alfiere del bianco · d6 cavallo del bianco · e6 cavallo del bianco · d5 re del nero · g5 pedone del bianco · d4 pedone del bianco · e3 pedone del nero · f3 pedone del bianco · c2 torre del nero · e2 pedone del bianco · b1 alfiere del bianco | 1 |
|   | a | b | c | d | e | f | g | h |   |

Soluzione:
1. a8=D !  (zugzwang)
1... cxb6+  2. Cxb7#

1... c6+   2. Cc7#

1... c5+   2. Dxb7#

|   | a | b | c | d | e | f | g | h |   |
| 8 | a8 re del nero · b8 alfiere del bianco · g8 torre del bianco · a7 pedone del bianco · e7 pedone del nero · f7 pedone del nero · a6 re del bianco · b6 torre del bianco · g6 donna del nero · h6 torre del nero · b4 pedone del nero · c4 cavallo del bianco | a8 re del nero · b8 alfiere del bianco · g8 torre del bianco · a7 pedone del bianco · e7 pedone del nero · f7 pedone del nero · a6 re del bianco · b6 torre del bianco · g6 donna del nero · h6 torre del nero · b4 pedone del nero · c4 cavallo del bianco | a8 re del nero · b8 alfiere del bianco · g8 torre del bianco · a7 pedone del bianco · e7 pedone del nero · f7 pedone del nero · a6 re del bianco · b6 torre del bianco · g6 donna del nero · h6 torre del nero · b4 pedone del nero · c4 cavallo del bianco | a8 re del nero · b8 alfiere del bianco · g8 torre del bianco · a7 pedone del bianco · e7 pedone del nero · f7 pedone del nero · a6 re del bianco · b6 torre del bianco · g6 donna del nero · h6 torre del nero · b4 pedone del nero · c4 cavallo del bianco | a8 re del nero · b8 alfiere del bianco · g8 torre del bianco · a7 pedone del bianco · e7 pedone del nero · f7 pedone del nero · a6 re del bianco · b6 torre del bianco · g6 donna del nero · h6 torre del nero · b4 pedone del nero · c4 cavallo del bianco | a8 re del nero · b8 alfiere del bianco · g8 torre del bianco · a7 pedone del bianco · e7 pedone del nero · f7 pedone del nero · a6 re del bianco · b6 torre del bianco · g6 donna del nero · h6 torre del nero · b4 pedone del nero · c4 cavallo del bianco | a8 re del nero · b8 alfiere del bianco · g8 torre del bianco · a7 pedone del bianco · e7 pedone del nero · f7 pedone del nero · a6 re del bianco · b6 torre del bianco · g6 donna del nero · h6 torre del nero · b4 pedone del nero · c4 cavallo del bianco | a8 re del nero · b8 alfiere del bianco · g8 torre del bianco · a7 pedone del bianco · e7 pedone del nero · f7 pedone del nero · a6 re del bianco · b6 torre del bianco · g6 donna del nero · h6 torre del nero · b4 pedone del nero · c4 cavallo del bianco | 8 |
| 7 | a8 re del nero · b8 alfiere del bianco · g8 torre del bianco · a7 pedone del bianco · e7 pedone del nero · f7 pedone del nero · a6 re del bianco · b6 torre del bianco · g6 donna del nero · h6 torre del nero · b4 pedone del nero · c4 cavallo del bianco | a8 re del nero · b8 alfiere del bianco · g8 torre del bianco · a7 pedone del bianco · e7 pedone del nero · f7 pedone del nero · a6 re del bianco · b6 torre del bianco · g6 donna del nero · h6 torre del nero · b4 pedone del nero · c4 cavallo del bianco | a8 re del nero · b8 alfiere del bianco · g8 torre del bianco · a7 pedone del bianco · e7 pedone del nero · f7 pedone del nero · a6 re del bianco · b6 torre del bianco · g6 donna del nero · h6 torre del nero · b4 pedone del nero · c4 cavallo del bianco | a8 re del nero · b8 alfiere del bianco · g8 torre del bianco · a7 pedone del bianco · e7 pedone del nero · f7 pedone del nero · a6 re del bianco · b6 torre del bianco · g6 donna del nero · h6 torre del nero · b4 pedone del nero · c4 cavallo del bianco | a8 re del nero · b8 alfiere del bianco · g8 torre del bianco · a7 pedone del bianco · e7 pedone del nero · f7 pedone del nero · a6 re del bianco · b6 torre del bianco · g6 donna del nero · h6 torre del nero · b4 pedone del nero · c4 cavallo del bianco | a8 re del nero · b8 alfiere del bianco · g8 torre del bianco · a7 pedone del bianco · e7 pedone del nero · f7 pedone del nero · a6 re del bianco · b6 torre del bianco · g6 donna del nero · h6 torre del nero · b4 pedone del nero · c4 cavallo del bianco | a8 re del nero · b8 alfiere del bianco · g8 torre del bianco · a7 pedone del bianco · e7 pedone del nero · f7 pedone del nero · a6 re del bianco · b6 torre del bianco · g6 donna del nero · h6 torre del nero · b4 pedone del nero · c4 cavallo del bianco | a8 re del nero · b8 alfiere del bianco · g8 torre del bianco · a7 pedone del bianco · e7 pedone del nero · f7 pedone del nero · a6 re del bianco · b6 torre del bianco · g6 donna del nero · h6 torre del nero · b4 pedone del nero · c4 cavallo del bianco | 7 |
| 6 | a8 re del nero · b8 alfiere del bianco · g8 torre del bianco · a7 pedone del bianco · e7 pedone del nero · f7 pedone del nero · a6 re del bianco · b6 torre del bianco · g6 donna del nero · h6 torre del nero · b4 pedone del nero · c4 cavallo del bianco | a8 re del nero · b8 alfiere del bianco · g8 torre del bianco · a7 pedone del bianco · e7 pedone del nero · f7 pedone del nero · a6 re del bianco · b6 torre del bianco · g6 donna del nero · h6 torre del nero · b4 pedone del nero · c4 cavallo del bianco | a8 re del nero · b8 alfiere del bianco · g8 torre del bianco · a7 pedone del bianco · e7 pedone del nero · f7 pedone del nero · a6 re del bianco · b6 torre del bianco · g6 donna del nero · h6 torre del nero · b4 pedone del nero · c4 cavallo del bianco | a8 re del nero · b8 alfiere del bianco · g8 torre del bianco · a7 pedone del bianco · e7 pedone del nero · f7 pedone del nero · a6 re del bianco · b6 torre del bianco · g6 donna del nero · h6 torre del nero · b4 pedone del nero · c4 cavallo del bianco | a8 re del nero · b8 alfiere del bianco · g8 torre del bianco · a7 pedone del bianco · e7 pedone del nero · f7 pedone del nero · a6 re del bianco · b6 torre del bianco · g6 donna del nero · h6 torre del nero · b4 pedone del nero · c4 cavallo del bianco | a8 re del nero · b8 alfiere del bianco · g8 torre del bianco · a7 pedone del bianco · e7 pedone del nero · f7 pedone del nero · a6 re del bianco · b6 torre del bianco · g6 donna del nero · h6 torre del nero · b4 pedone del nero · c4 cavallo del bianco | a8 re del nero · b8 alfiere del bianco · g8 torre del bianco · a7 pedone del bianco · e7 pedone del nero · f7 pedone del nero · a6 re del bianco · b6 torre del bianco · g6 donna del nero · h6 torre del nero · b4 pedone del nero · c4 cavallo del bianco | a8 re del nero · b8 alfiere del bianco · g8 torre del bianco · a7 pedone del bianco · e7 pedone del nero · f7 pedone del nero · a6 re del bianco · b6 torre del bianco · g6 donna del nero · h6 torre del nero · b4 pedone del nero · c4 cavallo del bianco | 6 |
| 5 | a8 re del nero · b8 alfiere del bianco · g8 torre del bianco · a7 pedone del bianco · e7 pedone del nero · f7 pedone del nero · a6 re del bianco · b6 torre del bianco · g6 donna del nero · h6 torre del nero · b4 pedone del nero · c4 cavallo del bianco | a8 re del nero · b8 alfiere del bianco · g8 torre del bianco · a7 pedone del bianco · e7 pedone del nero · f7 pedone del nero · a6 re del bianco · b6 torre del bianco · g6 donna del nero · h6 torre del nero · b4 pedone del nero · c4 cavallo del bianco | a8 re del nero · b8 alfiere del bianco · g8 torre del bianco · a7 pedone del bianco · e7 pedone del nero · f7 pedone del nero · a6 re del bianco · b6 torre del bianco · g6 donna del nero · h6 torre del nero · b4 pedone del nero · c4 cavallo del bianco | a8 re del nero · b8 alfiere del bianco · g8 torre del bianco · a7 pedone del bianco · e7 pedone del nero · f7 pedone del nero · a6 re del bianco · b6 torre del bianco · g6 donna del nero · h6 torre del nero · b4 pedone del nero · c4 cavallo del bianco | a8 re del nero · b8 alfiere del bianco · g8 torre del bianco · a7 pedone del bianco · e7 pedone del nero · f7 pedone del nero · a6 re del bianco · b6 torre del bianco · g6 donna del nero · h6 torre del nero · b4 pedone del nero · c4 cavallo del bianco | a8 re del nero · b8 alfiere del bianco · g8 torre del bianco · a7 pedone del bianco · e7 pedone del nero · f7 pedone del nero · a6 re del bianco · b6 torre del bianco · g6 donna del nero · h6 torre del nero · b4 pedone del nero · c4 cavallo del bianco | a8 re del nero · b8 alfiere del bianco · g8 torre del bianco · a7 pedone del bianco · e7 pedone del nero · f7 pedone del nero · a6 re del bianco · b6 torre del bianco · g6 donna del nero · h6 torre del nero · b4 pedone del nero · c4 cavallo del bianco | a8 re del nero · b8 alfiere del bianco · g8 torre del bianco · a7 pedone del bianco · e7 pedone del nero · f7 pedone del nero · a6 re del bianco · b6 torre del bianco · g6 donna del nero · h6 torre del nero · b4 pedone del nero · c4 cavallo del bianco | 5 |
| 4 | a8 re del nero · b8 alfiere del bianco · g8 torre del bianco · a7 pedone del bianco · e7 pedone del nero · f7 pedone del nero · a6 re del bianco · b6 torre del bianco · g6 donna del nero · h6 torre del nero · b4 pedone del nero · c4 cavallo del bianco | a8 re del nero · b8 alfiere del bianco · g8 torre del bianco · a7 pedone del bianco · e7 pedone del nero · f7 pedone del nero · a6 re del bianco · b6 torre del bianco · g6 donna del nero · h6 torre del nero · b4 pedone del nero · c4 cavallo del bianco | a8 re del nero · b8 alfiere del bianco · g8 torre del bianco · a7 pedone del bianco · e7 pedone del nero · f7 pedone del nero · a6 re del bianco · b6 torre del bianco · g6 donna del nero · h6 torre del nero · b4 pedone del nero · c4 cavallo del bianco | a8 re del nero · b8 alfiere del bianco · g8 torre del bianco · a7 pedone del bianco · e7 pedone del nero · f7 pedone del nero · a6 re del bianco · b6 torre del bianco · g6 donna del nero · h6 torre del nero · b4 pedone del nero · c4 cavallo del bianco | a8 re del nero · b8 alfiere del bianco · g8 torre del bianco · a7 pedone del bianco · e7 pedone del nero · f7 pedone del nero · a6 re del bianco · b6 torre del bianco · g6 donna del nero · h6 torre del nero · b4 pedone del nero · c4 cavallo del bianco | a8 re del nero · b8 alfiere del bianco · g8 torre del bianco · a7 pedone del bianco · e7 pedone del nero · f7 pedone del nero · a6 re del bianco · b6 torre del bianco · g6 donna del nero · h6 torre del nero · b4 pedone del nero · c4 cavallo del bianco | a8 re del nero · b8 alfiere del bianco · g8 torre del bianco · a7 pedone del bianco · e7 pedone del nero · f7 pedone del nero · a6 re del bianco · b6 torre del bianco · g6 donna del nero · h6 torre del nero · b4 pedone del nero · c4 cavallo del bianco | a8 re del nero · b8 alfiere del bianco · g8 torre del bianco · a7 pedone del bianco · e7 pedone del nero · f7 pedone del nero · a6 re del bianco · b6 torre del bianco · g6 donna del nero · h6 torre del nero · b4 pedone del nero · c4 cavallo del bianco | 4 |
| 3 | a8 re del nero · b8 alfiere del bianco · g8 torre del bianco · a7 pedone del bianco · e7 pedone del nero · f7 pedone del nero · a6 re del bianco · b6 torre del bianco · g6 donna del nero · h6 torre del nero · b4 pedone del nero · c4 cavallo del bianco | a8 re del nero · b8 alfiere del bianco · g8 torre del bianco · a7 pedone del bianco · e7 pedone del nero · f7 pedone del nero · a6 re del bianco · b6 torre del bianco · g6 donna del nero · h6 torre del nero · b4 pedone del nero · c4 cavallo del bianco | a8 re del nero · b8 alfiere del bianco · g8 torre del bianco · a7 pedone del bianco · e7 pedone del nero · f7 pedone del nero · a6 re del bianco · b6 torre del bianco · g6 donna del nero · h6 torre del nero · b4 pedone del nero · c4 cavallo del bianco | a8 re del nero · b8 alfiere del bianco · g8 torre del bianco · a7 pedone del bianco · e7 pedone del nero · f7 pedone del nero · a6 re del bianco · b6 torre del bianco · g6 donna del nero · h6 torre del nero · b4 pedone del nero · c4 cavallo del bianco | a8 re del nero · b8 alfiere del bianco · g8 torre del bianco · a7 pedone del bianco · e7 pedone del nero · f7 pedone del nero · a6 re del bianco · b6 torre del bianco · g6 donna del nero · h6 torre del nero · b4 pedone del nero · c4 cavallo del bianco | a8 re del nero · b8 alfiere del bianco · g8 torre del bianco · a7 pedone del bianco · e7 pedone del nero · f7 pedone del nero · a6 re del bianco · b6 torre del bianco · g6 donna del nero · h6 torre del nero · b4 pedone del nero · c4 cavallo del bianco | a8 re del nero · b8 alfiere del bianco · g8 torre del bianco · a7 pedone del bianco · e7 pedone del nero · f7 pedone del nero · a6 re del bianco · b6 torre del bianco · g6 donna del nero · h6 torre del nero · b4 pedone del nero · c4 cavallo del bianco | a8 re del nero · b8 alfiere del bianco · g8 torre del bianco · a7 pedone del bianco · e7 pedone del nero · f7 pedone del nero · a6 re del bianco · b6 torre del bianco · g6 donna del nero · h6 torre del nero · b4 pedone del nero · c4 cavallo del bianco | 3 |
| 2 | a8 re del nero · b8 alfiere del bianco · g8 torre del bianco · a7 pedone del bianco · e7 pedone del nero · f7 pedone del nero · a6 re del bianco · b6 torre del bianco · g6 donna del nero · h6 torre del nero · b4 pedone del nero · c4 cavallo del bianco | a8 re del nero · b8 alfiere del bianco · g8 torre del bianco · a7 pedone del bianco · e7 pedone del nero · f7 pedone del nero · a6 re del bianco · b6 torre del bianco · g6 donna del nero · h6 torre del nero · b4 pedone del nero · c4 cavallo del bianco | a8 re del nero · b8 alfiere del bianco · g8 torre del bianco · a7 pedone del bianco · e7 pedone del nero · f7 pedone del nero · a6 re del bianco · b6 torre del bianco · g6 donna del nero · h6 torre del nero · b4 pedone del nero · c4 cavallo del bianco | a8 re del nero · b8 alfiere del bianco · g8 torre del bianco · a7 pedone del bianco · e7 pedone del nero · f7 pedone del nero · a6 re del bianco · b6 torre del bianco · g6 donna del nero · h6 torre del nero · b4 pedone del nero · c4 cavallo del bianco | a8 re del nero · b8 alfiere del bianco · g8 torre del bianco · a7 pedone del bianco · e7 pedone del nero · f7 pedone del nero · a6 re del bianco · b6 torre del bianco · g6 donna del nero · h6 torre del nero · b4 pedone del nero · c4 cavallo del bianco | a8 re del nero · b8 alfiere del bianco · g8 torre del bianco · a7 pedone del bianco · e7 pedone del nero · f7 pedone del nero · a6 re del bianco · b6 torre del bianco · g6 donna del nero · h6 torre del nero · b4 pedone del nero · c4 cavallo del bianco | a8 re del nero · b8 alfiere del bianco · g8 torre del bianco · a7 pedone del bianco · e7 pedone del nero · f7 pedone del nero · a6 re del bianco · b6 torre del bianco · g6 donna del nero · h6 torre del nero · b4 pedone del nero · c4 cavallo del bianco | a8 re del nero · b8 alfiere del bianco · g8 torre del bianco · a7 pedone del bianco · e7 pedone del nero · f7 pedone del nero · a6 re del bianco · b6 torre del bianco · g6 donna del nero · h6 torre del nero · b4 pedone del nero · c4 cavallo del bianco | 2 |
| 1 | a8 re del nero · b8 alfiere del bianco · g8 torre del bianco · a7 pedone del bianco · e7 pedone del nero · f7 pedone del nero · a6 re del bianco · b6 torre del bianco · g6 donna del nero · h6 torre del nero · b4 pedone del nero · c4 cavallo del bianco | a8 re del nero · b8 alfiere del bianco · g8 torre del bianco · a7 pedone del bianco · e7 pedone del nero · f7 pedone del nero · a6 re del bianco · b6 torre del bianco · g6 donna del nero · h6 torre del nero · b4 pedone del nero · c4 cavallo del bianco | a8 re del nero · b8 alfiere del bianco · g8 torre del bianco · a7 pedone del bianco · e7 pedone del nero · f7 pedone del nero · a6 re del bianco · b6 torre del bianco · g6 donna del nero · h6 torre del nero · b4 pedone del nero · c4 cavallo del bianco | a8 re del nero · b8 alfiere del bianco · g8 torre del bianco · a7 pedone del bianco · e7 pedone del nero · f7 pedone del nero · a6 re del bianco · b6 torre del bianco · g6 donna del nero · h6 torre del nero · b4 pedone del nero · c4 cavallo del bianco | a8 re del nero · b8 alfiere del bianco · g8 torre del bianco · a7 pedone del bianco · e7 pedone del nero · f7 pedone del nero · a6 re del bianco · b6 torre del bianco · g6 donna del nero · h6 torre del nero · b4 pedone del nero · c4 cavallo del bianco | a8 re del nero · b8 alfiere del bianco · g8 torre del bianco · a7 pedone del bianco · e7 pedone del nero · f7 pedone del nero · a6 re del bianco · b6 torre del bianco · g6 donna del nero · h6 torre del nero · b4 pedone del nero · c4 cavallo del bianco | a8 re del nero · b8 alfiere del bianco · g8 torre del bianco · a7 pedone del bianco · e7 pedone del nero · f7 pedone del nero · a6 re del bianco · b6 torre del bianco · g6 donna del nero · h6 torre del nero · b4 pedone del nero · c4 cavallo del bianco | a8 re del nero · b8 alfiere del bianco · g8 torre del bianco · a7 pedone del bianco · e7 pedone del nero · f7 pedone del nero · a6 re del bianco · b6 torre del bianco · g6 donna del nero · h6 torre del nero · b4 pedone del nero · c4 cavallo del bianco | 1 |
|   | a | b | c | d | e | f | g | h |   |

Soluzione:
1. Td6? (1... Dxd6 2. Axd6#), ma 1 ...Dg1!

Chiave: 1. Tf6!
1... Dg1 2. Ag3#

|   | a | b | c | d | e | f | g | h |   |
| 8 | b8 cavallo del nero · d8 cavallo del bianco · c7 donna del bianco · e6 re del bianco · c5 cavallo del bianco · c4 re del nero · d4 pedone del bianco · b3 torre del bianco · g3 cavallo del nero · a2 torre del nero · f2 alfiere del bianco | b8 cavallo del nero · d8 cavallo del bianco · c7 donna del bianco · e6 re del bianco · c5 cavallo del bianco · c4 re del nero · d4 pedone del bianco · b3 torre del bianco · g3 cavallo del nero · a2 torre del nero · f2 alfiere del bianco | b8 cavallo del nero · d8 cavallo del bianco · c7 donna del bianco · e6 re del bianco · c5 cavallo del bianco · c4 re del nero · d4 pedone del bianco · b3 torre del bianco · g3 cavallo del nero · a2 torre del nero · f2 alfiere del bianco | b8 cavallo del nero · d8 cavallo del bianco · c7 donna del bianco · e6 re del bianco · c5 cavallo del bianco · c4 re del nero · d4 pedone del bianco · b3 torre del bianco · g3 cavallo del nero · a2 torre del nero · f2 alfiere del bianco | b8 cavallo del nero · d8 cavallo del bianco · c7 donna del bianco · e6 re del bianco · c5 cavallo del bianco · c4 re del nero · d4 pedone del bianco · b3 torre del bianco · g3 cavallo del nero · a2 torre del nero · f2 alfiere del bianco | b8 cavallo del nero · d8 cavallo del bianco · c7 donna del bianco · e6 re del bianco · c5 cavallo del bianco · c4 re del nero · d4 pedone del bianco · b3 torre del bianco · g3 cavallo del nero · a2 torre del nero · f2 alfiere del bianco | b8 cavallo del nero · d8 cavallo del bianco · c7 donna del bianco · e6 re del bianco · c5 cavallo del bianco · c4 re del nero · d4 pedone del bianco · b3 torre del bianco · g3 cavallo del nero · a2 torre del nero · f2 alfiere del bianco | b8 cavallo del nero · d8 cavallo del bianco · c7 donna del bianco · e6 re del bianco · c5 cavallo del bianco · c4 re del nero · d4 pedone del bianco · b3 torre del bianco · g3 cavallo del nero · a2 torre del nero · f2 alfiere del bianco | 8 |
| 7 | b8 cavallo del nero · d8 cavallo del bianco · c7 donna del bianco · e6 re del bianco · c5 cavallo del bianco · c4 re del nero · d4 pedone del bianco · b3 torre del bianco · g3 cavallo del nero · a2 torre del nero · f2 alfiere del bianco | b8 cavallo del nero · d8 cavallo del bianco · c7 donna del bianco · e6 re del bianco · c5 cavallo del bianco · c4 re del nero · d4 pedone del bianco · b3 torre del bianco · g3 cavallo del nero · a2 torre del nero · f2 alfiere del bianco | b8 cavallo del nero · d8 cavallo del bianco · c7 donna del bianco · e6 re del bianco · c5 cavallo del bianco · c4 re del nero · d4 pedone del bianco · b3 torre del bianco · g3 cavallo del nero · a2 torre del nero · f2 alfiere del bianco | b8 cavallo del nero · d8 cavallo del bianco · c7 donna del bianco · e6 re del bianco · c5 cavallo del bianco · c4 re del nero · d4 pedone del bianco · b3 torre del bianco · g3 cavallo del nero · a2 torre del nero · f2 alfiere del bianco | b8 cavallo del nero · d8 cavallo del bianco · c7 donna del bianco · e6 re del bianco · c5 cavallo del bianco · c4 re del nero · d4 pedone del bianco · b3 torre del bianco · g3 cavallo del nero · a2 torre del nero · f2 alfiere del bianco | b8 cavallo del nero · d8 cavallo del bianco · c7 donna del bianco · e6 re del bianco · c5 cavallo del bianco · c4 re del nero · d4 pedone del bianco · b3 torre del bianco · g3 cavallo del nero · a2 torre del nero · f2 alfiere del bianco | b8 cavallo del nero · d8 cavallo del bianco · c7 donna del bianco · e6 re del bianco · c5 cavallo del bianco · c4 re del nero · d4 pedone del bianco · b3 torre del bianco · g3 cavallo del nero · a2 torre del nero · f2 alfiere del bianco | b8 cavallo del nero · d8 cavallo del bianco · c7 donna del bianco · e6 re del bianco · c5 cavallo del bianco · c4 re del nero · d4 pedone del bianco · b3 torre del bianco · g3 cavallo del nero · a2 torre del nero · f2 alfiere del bianco | 7 |
| 6 | b8 cavallo del nero · d8 cavallo del bianco · c7 donna del bianco · e6 re del bianco · c5 cavallo del bianco · c4 re del nero · d4 pedone del bianco · b3 torre del bianco · g3 cavallo del nero · a2 torre del nero · f2 alfiere del bianco | b8 cavallo del nero · d8 cavallo del bianco · c7 donna del bianco · e6 re del bianco · c5 cavallo del bianco · c4 re del nero · d4 pedone del bianco · b3 torre del bianco · g3 cavallo del nero · a2 torre del nero · f2 alfiere del bianco | b8 cavallo del nero · d8 cavallo del bianco · c7 donna del bianco · e6 re del bianco · c5 cavallo del bianco · c4 re del nero · d4 pedone del bianco · b3 torre del bianco · g3 cavallo del nero · a2 torre del nero · f2 alfiere del bianco | b8 cavallo del nero · d8 cavallo del bianco · c7 donna del bianco · e6 re del bianco · c5 cavallo del bianco · c4 re del nero · d4 pedone del bianco · b3 torre del bianco · g3 cavallo del nero · a2 torre del nero · f2 alfiere del bianco | b8 cavallo del nero · d8 cavallo del bianco · c7 donna del bianco · e6 re del bianco · c5 cavallo del bianco · c4 re del nero · d4 pedone del bianco · b3 torre del bianco · g3 cavallo del nero · a2 torre del nero · f2 alfiere del bianco | b8 cavallo del nero · d8 cavallo del bianco · c7 donna del bianco · e6 re del bianco · c5 cavallo del bianco · c4 re del nero · d4 pedone del bianco · b3 torre del bianco · g3 cavallo del nero · a2 torre del nero · f2 alfiere del bianco | b8 cavallo del nero · d8 cavallo del bianco · c7 donna del bianco · e6 re del bianco · c5 cavallo del bianco · c4 re del nero · d4 pedone del bianco · b3 torre del bianco · g3 cavallo del nero · a2 torre del nero · f2 alfiere del bianco | b8 cavallo del nero · d8 cavallo del bianco · c7 donna del bianco · e6 re del bianco · c5 cavallo del bianco · c4 re del nero · d4 pedone del bianco · b3 torre del bianco · g3 cavallo del nero · a2 torre del nero · f2 alfiere del bianco | 6 |
| 5 | b8 cavallo del nero · d8 cavallo del bianco · c7 donna del bianco · e6 re del bianco · c5 cavallo del bianco · c4 re del nero · d4 pedone del bianco · b3 torre del bianco · g3 cavallo del nero · a2 torre del nero · f2 alfiere del bianco | b8 cavallo del nero · d8 cavallo del bianco · c7 donna del bianco · e6 re del bianco · c5 cavallo del bianco · c4 re del nero · d4 pedone del bianco · b3 torre del bianco · g3 cavallo del nero · a2 torre del nero · f2 alfiere del bianco | b8 cavallo del nero · d8 cavallo del bianco · c7 donna del bianco · e6 re del bianco · c5 cavallo del bianco · c4 re del nero · d4 pedone del bianco · b3 torre del bianco · g3 cavallo del nero · a2 torre del nero · f2 alfiere del bianco | b8 cavallo del nero · d8 cavallo del bianco · c7 donna del bianco · e6 re del bianco · c5 cavallo del bianco · c4 re del nero · d4 pedone del bianco · b3 torre del bianco · g3 cavallo del nero · a2 torre del nero · f2 alfiere del bianco | b8 cavallo del nero · d8 cavallo del bianco · c7 donna del bianco · e6 re del bianco · c5 cavallo del bianco · c4 re del nero · d4 pedone del bianco · b3 torre del bianco · g3 cavallo del nero · a2 torre del nero · f2 alfiere del bianco | b8 cavallo del nero · d8 cavallo del bianco · c7 donna del bianco · e6 re del bianco · c5 cavallo del bianco · c4 re del nero · d4 pedone del bianco · b3 torre del bianco · g3 cavallo del nero · a2 torre del nero · f2 alfiere del bianco | b8 cavallo del nero · d8 cavallo del bianco · c7 donna del bianco · e6 re del bianco · c5 cavallo del bianco · c4 re del nero · d4 pedone del bianco · b3 torre del bianco · g3 cavallo del nero · a2 torre del nero · f2 alfiere del bianco | b8 cavallo del nero · d8 cavallo del bianco · c7 donna del bianco · e6 re del bianco · c5 cavallo del bianco · c4 re del nero · d4 pedone del bianco · b3 torre del bianco · g3 cavallo del nero · a2 torre del nero · f2 alfiere del bianco | 5 |
| 4 | b8 cavallo del nero · d8 cavallo del bianco · c7 donna del bianco · e6 re del bianco · c5 cavallo del bianco · c4 re del nero · d4 pedone del bianco · b3 torre del bianco · g3 cavallo del nero · a2 torre del nero · f2 alfiere del bianco | b8 cavallo del nero · d8 cavallo del bianco · c7 donna del bianco · e6 re del bianco · c5 cavallo del bianco · c4 re del nero · d4 pedone del bianco · b3 torre del bianco · g3 cavallo del nero · a2 torre del nero · f2 alfiere del bianco | b8 cavallo del nero · d8 cavallo del bianco · c7 donna del bianco · e6 re del bianco · c5 cavallo del bianco · c4 re del nero · d4 pedone del bianco · b3 torre del bianco · g3 cavallo del nero · a2 torre del nero · f2 alfiere del bianco | b8 cavallo del nero · d8 cavallo del bianco · c7 donna del bianco · e6 re del bianco · c5 cavallo del bianco · c4 re del nero · d4 pedone del bianco · b3 torre del bianco · g3 cavallo del nero · a2 torre del nero · f2 alfiere del bianco | b8 cavallo del nero · d8 cavallo del bianco · c7 donna del bianco · e6 re del bianco · c5 cavallo del bianco · c4 re del nero · d4 pedone del bianco · b3 torre del bianco · g3 cavallo del nero · a2 torre del nero · f2 alfiere del bianco | b8 cavallo del nero · d8 cavallo del bianco · c7 donna del bianco · e6 re del bianco · c5 cavallo del bianco · c4 re del nero · d4 pedone del bianco · b3 torre del bianco · g3 cavallo del nero · a2 torre del nero · f2 alfiere del bianco | b8 cavallo del nero · d8 cavallo del bianco · c7 donna del bianco · e6 re del bianco · c5 cavallo del bianco · c4 re del nero · d4 pedone del bianco · b3 torre del bianco · g3 cavallo del nero · a2 torre del nero · f2 alfiere del bianco | b8 cavallo del nero · d8 cavallo del bianco · c7 donna del bianco · e6 re del bianco · c5 cavallo del bianco · c4 re del nero · d4 pedone del bianco · b3 torre del bianco · g3 cavallo del nero · a2 torre del nero · f2 alfiere del bianco | 4 |
| 3 | b8 cavallo del nero · d8 cavallo del bianco · c7 donna del bianco · e6 re del bianco · c5 cavallo del bianco · c4 re del nero · d4 pedone del bianco · b3 torre del bianco · g3 cavallo del nero · a2 torre del nero · f2 alfiere del bianco | b8 cavallo del nero · d8 cavallo del bianco · c7 donna del bianco · e6 re del bianco · c5 cavallo del bianco · c4 re del nero · d4 pedone del bianco · b3 torre del bianco · g3 cavallo del nero · a2 torre del nero · f2 alfiere del bianco | b8 cavallo del nero · d8 cavallo del bianco · c7 donna del bianco · e6 re del bianco · c5 cavallo del bianco · c4 re del nero · d4 pedone del bianco · b3 torre del bianco · g3 cavallo del nero · a2 torre del nero · f2 alfiere del bianco | b8 cavallo del nero · d8 cavallo del bianco · c7 donna del bianco · e6 re del bianco · c5 cavallo del bianco · c4 re del nero · d4 pedone del bianco · b3 torre del bianco · g3 cavallo del nero · a2 torre del nero · f2 alfiere del bianco | b8 cavallo del nero · d8 cavallo del bianco · c7 donna del bianco · e6 re del bianco · c5 cavallo del bianco · c4 re del nero · d4 pedone del bianco · b3 torre del bianco · g3 cavallo del nero · a2 torre del nero · f2 alfiere del bianco | b8 cavallo del nero · d8 cavallo del bianco · c7 donna del bianco · e6 re del bianco · c5 cavallo del bianco · c4 re del nero · d4 pedone del bianco · b3 torre del bianco · g3 cavallo del nero · a2 torre del nero · f2 alfiere del bianco | b8 cavallo del nero · d8 cavallo del bianco · c7 donna del bianco · e6 re del bianco · c5 cavallo del bianco · c4 re del nero · d4 pedone del bianco · b3 torre del bianco · g3 cavallo del nero · a2 torre del nero · f2 alfiere del bianco | b8 cavallo del nero · d8 cavallo del bianco · c7 donna del bianco · e6 re del bianco · c5 cavallo del bianco · c4 re del nero · d4 pedone del bianco · b3 torre del bianco · g3 cavallo del nero · a2 torre del nero · f2 alfiere del bianco | 3 |
| 2 | b8 cavallo del nero · d8 cavallo del bianco · c7 donna del bianco · e6 re del bianco · c5 cavallo del bianco · c4 re del nero · d4 pedone del bianco · b3 torre del bianco · g3 cavallo del nero · a2 torre del nero · f2 alfiere del bianco | b8 cavallo del nero · d8 cavallo del bianco · c7 donna del bianco · e6 re del bianco · c5 cavallo del bianco · c4 re del nero · d4 pedone del bianco · b3 torre del bianco · g3 cavallo del nero · a2 torre del nero · f2 alfiere del bianco | b8 cavallo del nero · d8 cavallo del bianco · c7 donna del bianco · e6 re del bianco · c5 cavallo del bianco · c4 re del nero · d4 pedone del bianco · b3 torre del bianco · g3 cavallo del nero · a2 torre del nero · f2 alfiere del bianco | b8 cavallo del nero · d8 cavallo del bianco · c7 donna del bianco · e6 re del bianco · c5 cavallo del bianco · c4 re del nero · d4 pedone del bianco · b3 torre del bianco · g3 cavallo del nero · a2 torre del nero · f2 alfiere del bianco | b8 cavallo del nero · d8 cavallo del bianco · c7 donna del bianco · e6 re del bianco · c5 cavallo del bianco · c4 re del nero · d4 pedone del bianco · b3 torre del bianco · g3 cavallo del nero · a2 torre del nero · f2 alfiere del bianco | b8 cavallo del nero · d8 cavallo del bianco · c7 donna del bianco · e6 re del bianco · c5 cavallo del bianco · c4 re del nero · d4 pedone del bianco · b3 torre del bianco · g3 cavallo del nero · a2 torre del nero · f2 alfiere del bianco | b8 cavallo del nero · d8 cavallo del bianco · c7 donna del bianco · e6 re del bianco · c5 cavallo del bianco · c4 re del nero · d4 pedone del bianco · b3 torre del bianco · g3 cavallo del nero · a2 torre del nero · f2 alfiere del bianco | b8 cavallo del nero · d8 cavallo del bianco · c7 donna del bianco · e6 re del bianco · c5 cavallo del bianco · c4 re del nero · d4 pedone del bianco · b3 torre del bianco · g3 cavallo del nero · a2 torre del nero · f2 alfiere del bianco | 2 |
| 1 | b8 cavallo del nero · d8 cavallo del bianco · c7 donna del bianco · e6 re del bianco · c5 cavallo del bianco · c4 re del nero · d4 pedone del bianco · b3 torre del bianco · g3 cavallo del nero · a2 torre del nero · f2 alfiere del bianco | b8 cavallo del nero · d8 cavallo del bianco · c7 donna del bianco · e6 re del bianco · c5 cavallo del bianco · c4 re del nero · d4 pedone del bianco · b3 torre del bianco · g3 cavallo del nero · a2 torre del nero · f2 alfiere del bianco | b8 cavallo del nero · d8 cavallo del bianco · c7 donna del bianco · e6 re del bianco · c5 cavallo del bianco · c4 re del nero · d4 pedone del bianco · b3 torre del bianco · g3 cavallo del nero · a2 torre del nero · f2 alfiere del bianco | b8 cavallo del nero · d8 cavallo del bianco · c7 donna del bianco · e6 re del bianco · c5 cavallo del bianco · c4 re del nero · d4 pedone del bianco · b3 torre del bianco · g3 cavallo del nero · a2 torre del nero · f2 alfiere del bianco | b8 cavallo del nero · d8 cavallo del bianco · c7 donna del bianco · e6 re del bianco · c5 cavallo del bianco · c4 re del nero · d4 pedone del bianco · b3 torre del bianco · g3 cavallo del nero · a2 torre del nero · f2 alfiere del bianco | b8 cavallo del nero · d8 cavallo del bianco · c7 donna del bianco · e6 re del bianco · c5 cavallo del bianco · c4 re del nero · d4 pedone del bianco · b3 torre del bianco · g3 cavallo del nero · a2 torre del nero · f2 alfiere del bianco | b8 cavallo del nero · d8 cavallo del bianco · c7 donna del bianco · e6 re del bianco · c5 cavallo del bianco · c4 re del nero · d4 pedone del bianco · b3 torre del bianco · g3 cavallo del nero · a2 torre del nero · f2 alfiere del bianco | b8 cavallo del nero · d8 cavallo del bianco · c7 donna del bianco · e6 re del bianco · c5 cavallo del bianco · c4 re del nero · d4 pedone del bianco · b3 torre del bianco · g3 cavallo del nero · a2 torre del nero · f2 alfiere del bianco | 1 |
|   | a | b | c | d | e | f | g | h |   |

Soluzione:
1. Cf7 !
1... Ta6+  2. Dd6! Txd6+ 3. Cxd6#

1... Txf2 2. Cd6+  Rxd4 3. Td3#